# Bad Salzuflen
Bad Salzuflen è una città di 54 074 abitanti della Renania Settentrionale-Vestfalia, in Germania.
Appartiene al distretto governativo (Regierungsbezirk) di Detmold e al circondario (Kreis) della Lippe (targa LIP).
Bad Salzuflen si fregia del titolo di "Media città di circondario" (Mittlere kreisangehörige Stadt).